# Paratrechina consuta
Paratrechina consuta är en myrart som först beskrevs av Wheeler 1935.  Paratrechina consuta ingår i släktet Paratrechina och familjen myror. Inga underarter finns listade i Catalogue of Life.